# Spadella cephaloptera
Spadella cephaloptera — вид щетинкощелепних тварин родини Spadellidae.

## Поширення
Космополітичний вид, тобто поширений у всіх океанах.

## Опис
Тіло торпедоподібне, вкрите кутикулою. Тіло складається з голови, тулуба і хвоста. З боків голови є декілька колючок, які закривають рот і служать для захоплення здобичі.